# Ngozi Monu
Ngozi Monu, née le  7 janvier 1981 à Lagos, est une nageuse nigériane, spécialisée dans le sprint et notamment sur le 50 mètres 100 mètres nage libre.
Elle représente son pays aux Jeux olympiques d'été de 2000 et 2008.
Elle est médaillée d'argent sur 50 mètres nage libre aux Jeux africains de 2003.